# Chthamalus stellatus
Hà Poli (Danh pháp khoa học: Chthamalus stellatus) là một loài động vật chân khớp đặc biệt trong họ Sessilia. Chúng được đặt tên theo Giuseppe Saverio Poli, người đã mô tả khoa học loài này lần đầu tiên vào năm 1791.

## Đặc điểm
Hà Poli là loài động vật ăn bám. Chúng sống bám trên các vật thể như vách đá, tàu thuyền, các loài động vật khác trong suốt cuộc đời, không di chuyển dù chỉ 1 mm. Dù bề ngoài chúng giống trai, hàu nhưng lại không có họ hàng với các loài này.
Chúng tuy nhỏ nhưng là loài động vật phá hoại đối với ngành hàng hải. Hà bám vào bề mặt kim loại tiết ra chất kết dính cực kỳ bền chặt làm hỏng lớp sơn bảo vệ bề mặt kim loại gây ra ăn mòn và rỉ sét. Chúng cũng gây ra nhiều chấn thương cho các cư dân vùng biển vì vỏ của chúng rất sắc nhọn, dễ dàng cắt đứt da thịt người nếu dẫm phải. Chúng là một loại thực phẩm ngon và giàu dinh dưỡng. Hà biển là một loại thực phẩm vừa ngon lành, hà nhân có lớp vỏ ngoài sần sùi, sắc nhọn, rất dễ khiến tay bị thương trong khi sơ biến nên người ta thường đập vỏ sẵn và chỉ bán ruột (hà nhân).